# East Sandwich
East Sandwich est un village américain et un census-designated place (CDP) faisant partie de la ville de Sandwich (comté de Barnstable, dans le Massachusetts. La population s'élevait à 3 940 habitants au recensement de 2010.